# Horné Semerovce
Horné Semerovce (hongrois : Felsőszemeréd) est un village de Slovaquie situé dans la région de Nitra.

## Histoire
Première mention écrite du village en 1268.
Alors que les Ottomans occupent la majeure partie de l'Europe centrale, la région au nord du lac Balaton reste dans le Royaume de Hongrie (1538–1867). Jusqu'en 1918, le village (nommé FELSŐ-SZEMERÉD) fait partie de la monarchie autrichienne (empire d'Autriche), après le compromis de 1867, évidemment dans la Transleithanie, au Royaume de Hongrie.

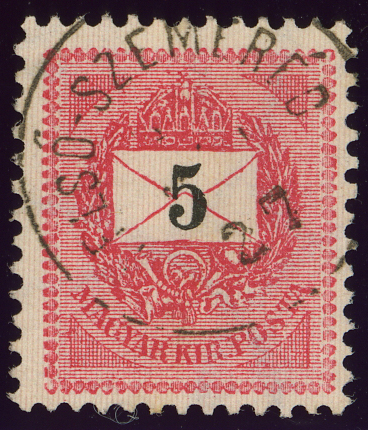
Dans le Royaume de Hongrie vers 1888

La localité (avec le sud de la Slovaquie) est attribuée à la Hongrie après le premier arbitrage de Vienne le 2 novembre 1938. En 1938, on comptait 669 habitants dont 36 d'origine juive. Elle faisait partie du district de Šahy (hongrois : Ipolysági járás). Le nom de la localité avant la Seconde Guerre mondiale était Hornie Semerovce/Felső-Szemeréd. Durant la période 1938 - 1945, le nom hongrois Felsőszemeréd est à nouveau d'usage.
À la libération, la commune est réintégrée dans la Tchécoslovaquie reconstituée.

## Démographie

### Évolution de la population
| Année:               | 1994. | 2004.   | 2014.   | 2024.   |
| -------------------- | ----- | ------- | ------- | ------- |
| Nombre de personnes: | 638   | 625     | 612     | 640     |
| Différence:          |       | -2,03 % | -2,08 % | +4,57 % |

| Année:               | 2023. | 2024.   |
| -------------------- | ----- | ------- |
| Nombre de personnes: | 633   | 640     |
| Différence:          |       | +1,10 % |